# 高世珍
高世珍（1939年—2024年3月20日），女，藏族，四川德格人，中华人民共和国政治人物，曾任中共拉萨市委副书记、拉萨市人大常委会主任，西藏自治区政协副主席。